# Hornické muzeum Planá – štola Ondřej Šlik
Hornické muzeum v Plané u Mariánských Lázní, celým názvem Hornické muzeum Planá – štola Ondřej Šlik, se nachází v průzkumné štole z druhé poloviny 16. století a v přilehlých budovách poblíž historického centra města Planá v okrese Tachov v Plzeňském kraji. Objekty a pozemky jsou v majetku města Planá, muzeum je provozováno místním Hornicko-historickým spolkem, založeným v roce 1995. Území, kde se nachází štola, je součástí Městské památkové zóny Planá u Mariánských Lázní.

## Objekty muzea
Muzeum sestává ze dvou částí – z historické štoly a z nadzemních objektů, zahrnujících pokladnu s příslušným zázemím a samostatný výstavní sál. Štola Ondřej Šlik byla vyražena v 16. století při hledání nových ložisek stříbra na jižní straně návrší, na kterém stojí historické jádro města s pozůstatky opevnění, bývalou mincovnou, historickými domy a s kostelem Nanebevzetí Panny Marie. Expozice v podzemí představuje průřez staletími hornické činnosti v Plané a okolí, kde se kromě stříbra těžila i měď, olovo a donedávna i uranové rudy. V podzemních prostorách, které tvoří necelých 200 metrů chodeb, jsou vystaveny nejrůznější hornické nástroje, stroje a zařízení, používané od středověku až po současnost. V některých vitrínách mohou návštěvníci spatřit i ukázky různých minerálů.
Část podzemní expozice je věnována historii těžby uranu na Tachovsku a Mariánskolázeňsku v druhé polovině 20. století. Jsou zde podrobně prezentovány osudy dolů Dyleň, Vítkov a dalších, které bývaly součástí národního podniku (později odštěpného závodu) Uranové doly Západní Čechy.
Další množství předmětů, spojených s hornickými tradicemi západočeského regionu i samotného města Plané, je prezentováno ve výstavní síni ve venkovní budově muzea.

## Přístup a otevírací doba
Hornické muzeum se nachází na adrese Sadová 816 necelý jeden kilometr od železniční stanice Planá u Mariánských Lázní, která je rychlíkovou zastávkou na trati Plzeň–Cheb. U muzea je rozlehlejší parkoviště.
Muzeum je v měsících duben, květen a září otevřeno o víkendech, v červnu, červenci a srpnu denně mimo pondělí. Otevírací doba je od 10 do 12 a od 13 do 16 hodin, v době letních prázdnin až do 17 hodin.

## Galerie

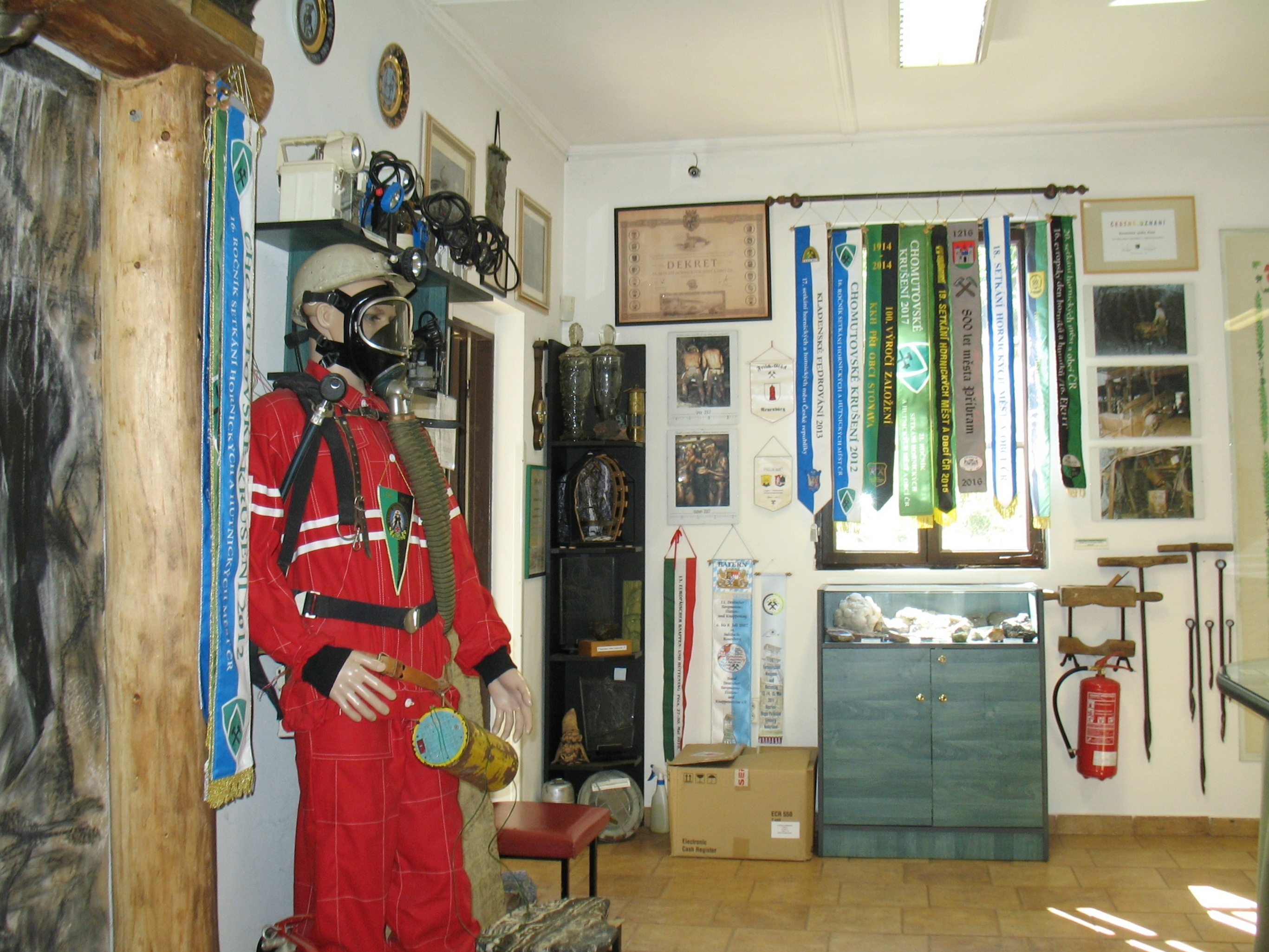
Venkovní výstavní sál
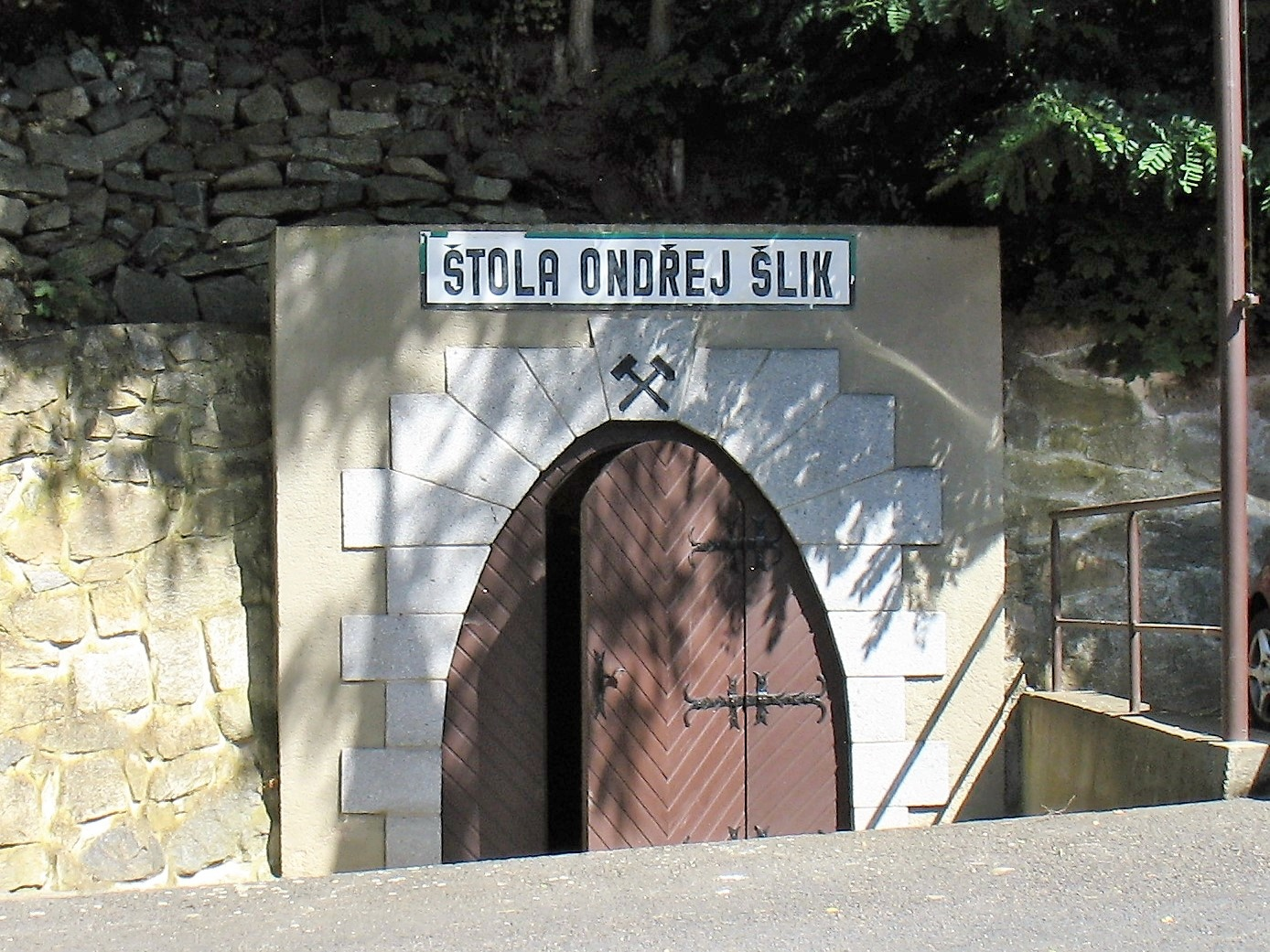
Vstup do štoly
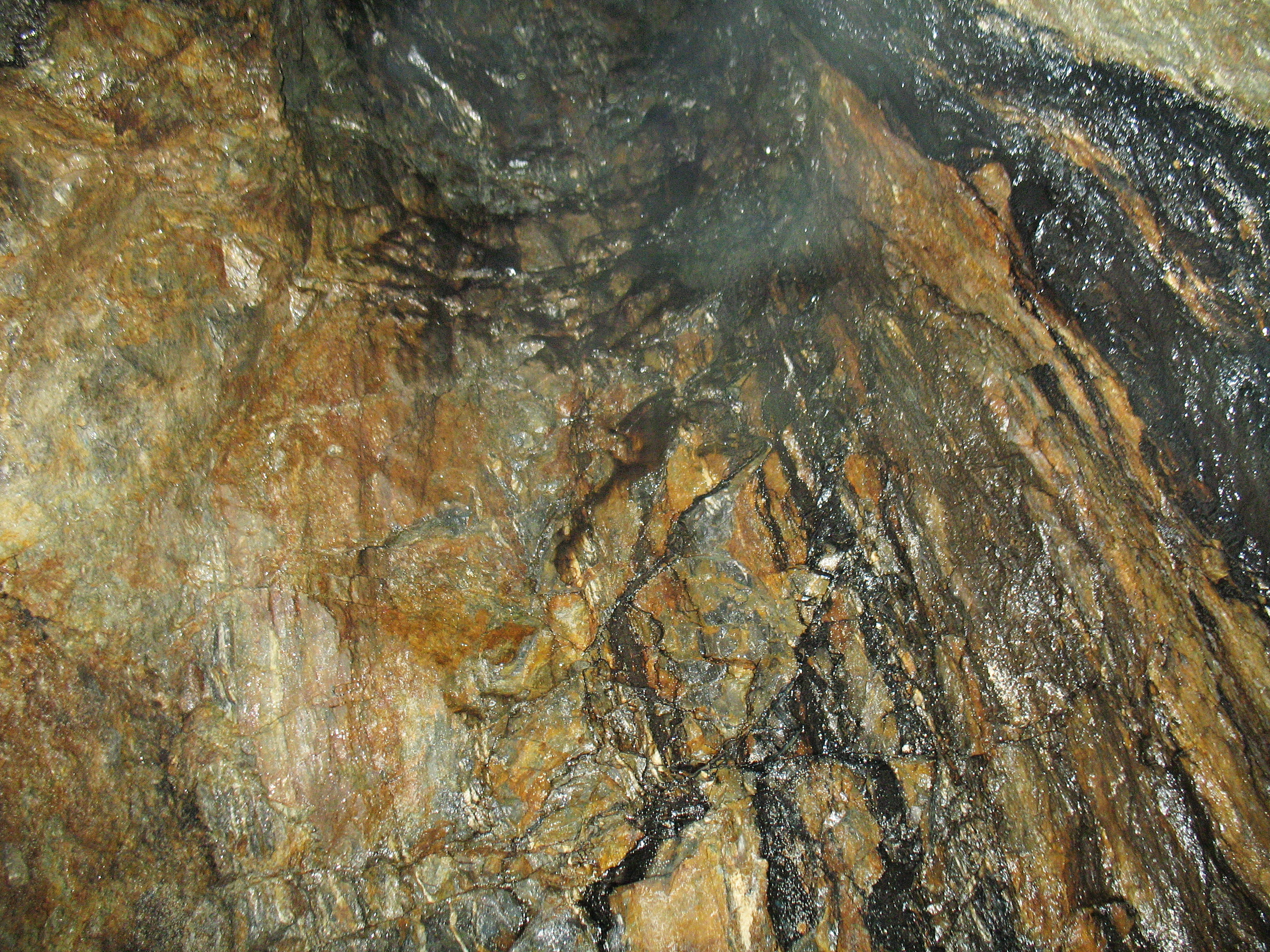
Stěna štoly ze 16. století
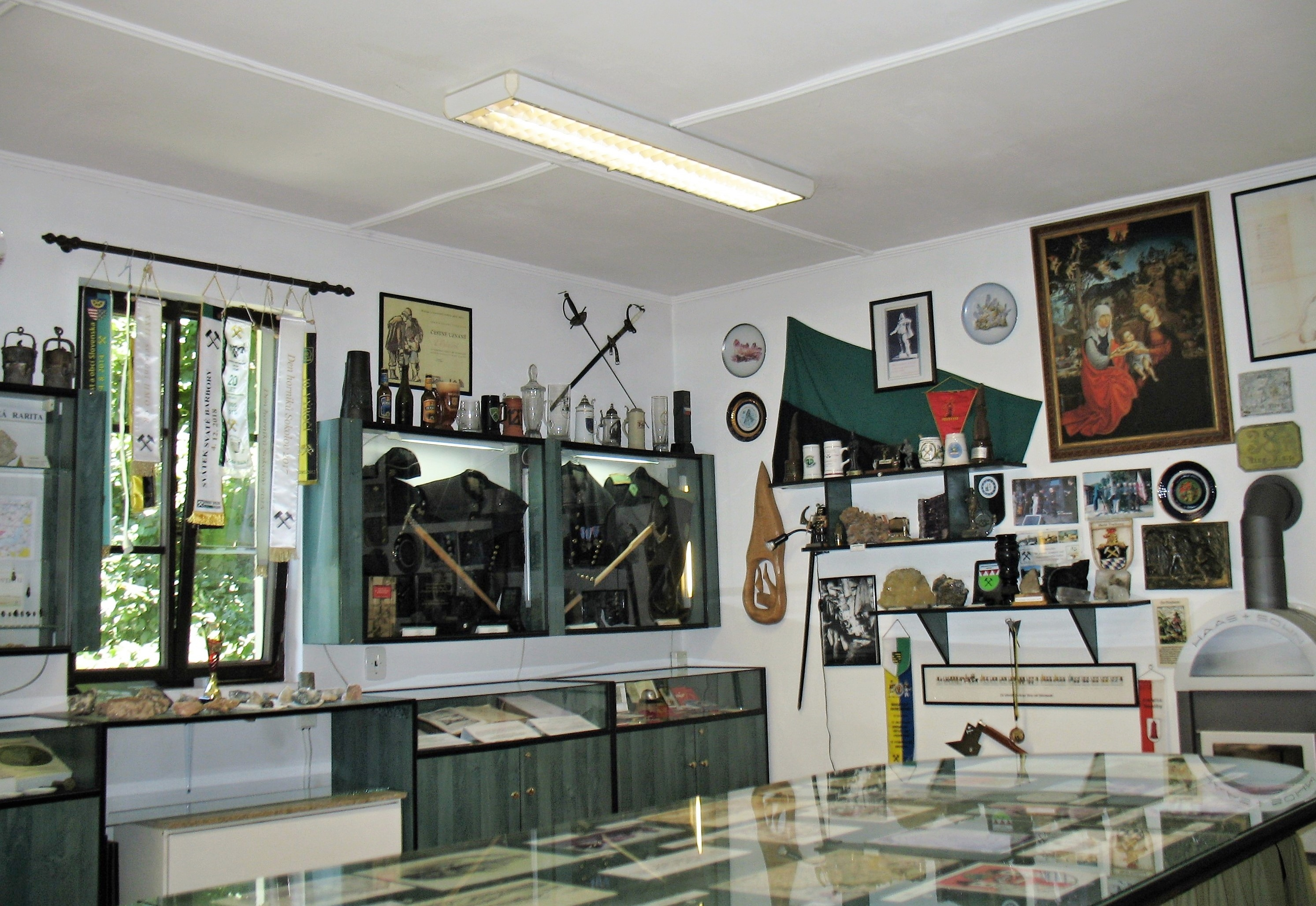
Sbírka exponátů ve výstavním sále
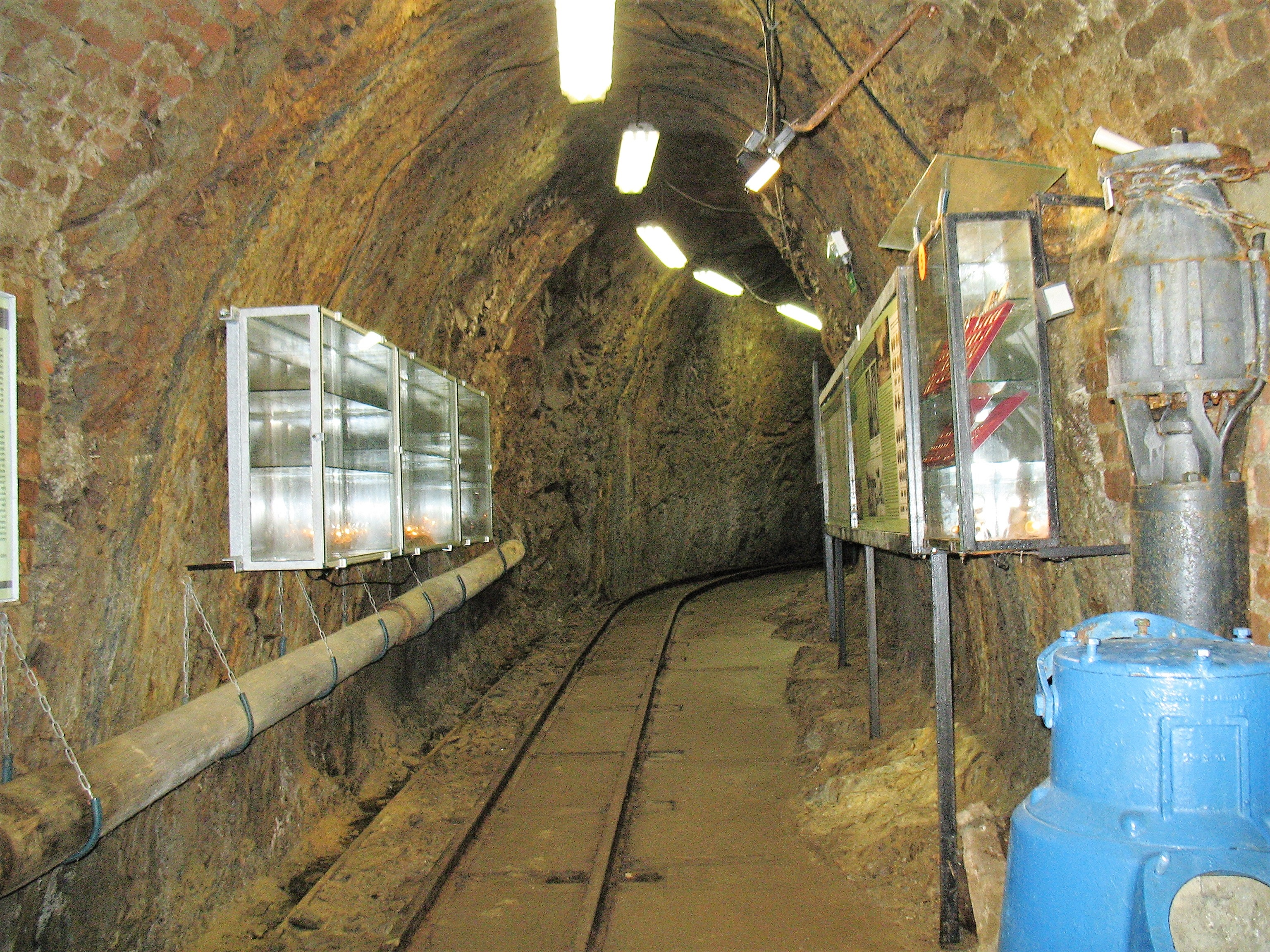
Expozice v podzemí